# سمیر لوادج
سمیر لوادج (انگلیسی: Samir Louadj؛ زادهٔ ۹ دسامبر ۱۹۸۵) بازیکن فوتبال اهل الجزایر است.
از باشگاه‌هایی که در آن بازی کرده‌است می‌توان به باشگاه فوتبال اف۹۱ دودلانژ اشاره کرد.